# Bruchniewo
Bruchniewo (niem. Seebruch) – osada w Polsce położona w województwie kujawsko-pomorskim, w powiecie tucholskim, w gminie Lubiewo. Miejscowość wchodzi w skład sołectwa Sucha.
W latach 1975–1998 miejscowość administracyjnie należała do województwa bydgoskiego.
W miejscowości był przystanek kolejowy Bruchniewo.